# Port-Lesney
Port-Lesney település Franciaországban, Jura megyében. Lakosainak száma 539 fő (2022. január 1.). Port-Lesney Buffard, Pagnoz, Rennes-sur-Loue, Champagne-sur-Loue, Cramans, Grange-de-Vaivre és Mouchard községekkel határos.

## Népesség
A település népességének változása:
| Lakosok száma | 549  | 539  | 551  | 526  | 526  | 524  | 529  | 534  | 539  |
|               | 2013 | 2015 | 2016 | 2017 | 2018 | 2019 | 2020 | 2021 | 2022 |